# São Cristóvão e Neves nos Jogos Pan-Americanos
São Cristóvão e Neves se apresentam em cada edição dos Jogos Pan-Americanos desde a 12ª edição em 1995. São Cristóvão e Neves ganhou suas primeiras medalhas nos Jogos Pan-Americanos de 2011. São Cristóvão e Neves não competiu nos Jogos Pan-Americanos de Inverno em 1990.

## Contagem de medalhas
| Year  | Host city      | Gold | Silver | Bronze | Total |
| ----- | -------------- | ---- | ------ | ------ | ----- |
| 1995  | Mar do Prata   | 0    | 0      | 0      | 0     |
| 1999  | Winnipeg       | 0    | 0      | 0      | 0     |
| 2003  | São Domingos   | 0    | 0      | 0      | 0     |
| 2007  | Rio de Janeiro | 0    | 0      | 0      | 0     |
| 2011  | Guadalajara    | 0    | 2      | 0      | 2     |
| Total | Total          | 0    | 2      | 0      | 2     |